# Austropurcellia absens
Espèce
Austropurcellia absens est une espèce d'opilions cyphophthalmes de la famille des Pettalidae.

## Distribution
Cette espèce est endémique du Queensland en Australie. Elle se rencontre dans les monts Kirrama.

## Description
Le mâle holotype mesure 2,1 mm.

## Publication originale
- Boyer, Baker, Popkin-Hall, Laukó, Wiesner & Quay, 2015 : « Phylogeny and biogeography of the mite harvestmen (Arachnida : Opiliones : Cyphophthalmi) of Queensland, Australia, with a description of six new species from the rainforests of the Wet Tropics. » Invertebrate Systematics, vol. 29, no 1, p. 37–70.